# François Vidal Comnène
Pour les articles homonymes, voir François Vidal et Vidal.
François Vidal Comnène est un docteur en théologie, avocat au parlement, auteur de sonnet et de "L'Harmonie du Monde où il est traité de Dieu et de la Nature-Essence" (1671).